# Инженерная геодезия
Инжене́рная (прикладна́я) геоде́зия изучает методы геодезических работ, выполняемых при изысканиях, в проектировании, в строительстве и эксплуатации различных зданий и сооружений, при разведке полезных ископаемых, а также при использовании и защите природных ресурсов. Одно из основных направлений современной геодезии.
Исторически инженерная геодезия возникла ещё в древние времена как результат практической деятельности человека по установлению границ раздела земельных участков, строительству оросительных каналов, осушению земель. Особое развитие она получила в XIX веке в связи с промышленной революцией. Развитие городского и дорожного строительства, возведение мостов, судоходных каналов и тоннелей привели к разработке особых методов изысканий и необходимости выноса в натуру этих сооружений. В этот период начали разрабатываться научные основы инженерной геодезии.

## Разделы прикладной геодезии
1. Проектирование (инженерно-геодезические изыскания, нивелирование, создание планов и профилей, создание ГРО)
2. Строительство (разбивка, контроль монтажа, исполнительные съемки, инженерно-геодезическое проектирование, вертикальная планировка территории)
3. Эксплуатация зданий и сооружений. Наблюдение за деформациями:
  - Нивелирование (измерение изменений по высоте)
  - Линейно-угловые измерения (измерение изменений по горизонтальному положению)
  - Створные измерения
4. Другие задачи: геодезические работы в геологии, гидрологии, археологии, при разработке полезных ископаемых, при сохранении памятников и так далее

## Задачи прикладной геодезии
К задачам инженерной геодезии относится следующее:
- Инженерно-геодезические изыскания различных участков, площадок и трасс с целью составления планов и профилей.
- Инженерно-геодезическое проектирование — преобразование рельефа местности для инженерных целей, подготовка геодезических данных для строительных работ.
- Вынос проекта в натуру. Детальная разбивка осей сооружений.
- Выверка конструкций и технологического оборудования в плане и по высоте. Исполнительные съемки.
- Наблюдение за деформациями зданий и сооружений.